# Kostel svatého Jana Křtitele (Zaječí)
Kostel svatého Jana Křtitele je římskokatolický chrám v Zaječí v okrese Břeclav. Jde o farní kostel římskokatolické farnosti Zaječí, který byl zapsán do Ústředního seznamu kulturních památek České republiky před rokem 1988.

## Historie
První písemné zmínky o faře a kostelu pocházejí z roku 1222. V roce 1508 byl na místě pravděpodobně dřevěného kostela postaven nový zděný kostel v pozdně gotickém slohu. Do tohoto období lze začlenit kněžiště. Při výstavbě byl kostel opevněn. Pozůstatky střílnových oken (klíčové střílny) jsou v točitém schodišti a sakristii. Kostel byl obehnán ohradní zdí, jejíž pozůstatky jsou ještě patrné na mapách prvního vojenského mapování. Během let byl kostel přestavován. V 17. století byla přistavěna ke kněžišti loď. Jako sakristie bylo využíváno přízemí dvoupatrové věže. Při požáru střechy a věže v roce 1848 spadly tři zvony, zpátky byl zavěšen jeden. Věž byla zničena. V roce 1860 byl kostel opravován. Kostel s nízkou lodí přestal splňovat požadavky jeho využívání, proto byl v období 1912–1913 přestavěn. Nové zasvěcení bylo provedeno 19. srpna 1913. Stavba v romantickém historismu byla provedena podle plánu vídeňského architekta Augusta Kirsteina. Během přestavby byl objeven za oltářem vstup do podzemích chodeb a náhrobní kámen s českým nápisem kněze Stanislava Reisingera z roku 1585. Náhrobní kámen byl umístěn do jižní stěny kostela.

## Stavební podoba
Kostel je orientovaná jednolodní zděná stavba z režného zdiva ukončena kněžištěm s polygonálním závěrem. Na severní straně kněžiště je přistavěna věž a sakristie na obdélném půdorysu. Nově přistavěna věž vysoká 43 m je ukončena jehlanovou střechou. Na věž vede točité schodiště ze sakristie. Kněžiště je členěno opěrnými odstupňovanými pilíři, třemi okenními osami s okny s půlkruhovým zaklenutím. V průčelí je pravoúhlý vstup, ke kterému vede dvouramenné schodiště. Věž má ve zvonovém patře sdružená okna s půlkruhovým záklenkem a pod nimi kruhový hodinový ciferník. Střecha lodi je sedlová, nad kněžištěm zvalbená. Zaklenutí kněžiště je síťovou žebrovou klenbou, v lodi je klenba valená s výsečemi a sakristie má valenou klenbu. V kněžišti je patrné zazdění pěti gotických oken. Kněžiště je dlouhé dvanáct metrů, široké sedm metrů.

## Varhany
Varhany byly pořízeny v roce 1840. V roce 1935 byla provedena údržba varhan. V roce 2007 byla provedena oprava varhan včetně ladění. Celkové náklady činily cca 145 000 Kč s přispěním obce Zaječí, Římskokatolické farnosti Zaječí a Krajského úřadu Jihomoravského kraje.

## Chodba
Při přestavbě kostela v letech 1911–1912 byl za oltářem nalezen vstup do podzemí. V roce 2007 byla chodba spojující kostel s bývalou farou prozkoumána. Na průzkumu se podíleli členové Speleoklubu Brno za účasti faráře z Rakvic a ředitele Regionálního muzea v Mikulově. Celková délka chodby byla 37 m. Chodba byla vybudována pravděpodobně na počátku 16. století. Síť chodeb byla větší. V roce 1892 byla objevena chodba vedoucí ze suterénu místní školy.

## Zvony
Při požáru v roce 1848 byly spadly tři zvony. V roce 1860 byl ulit zvon o průměru 0,68 m, nesl nápis: Sancte Joannes et Paule orate pronobis a další, které byly rekvírovány v době první světové války. Nové zvony byly ulity v brněnské zvonařské firmě Hiller v roce 1927. V období druhé světové války byly rekvírovány zvony sv. Jan Křtitel o průměru 0,89 m a nápisem: Sancte Joannes Baptista ora pro nobis a sv. Jan a Pavel. Po válce se vrátil zvon Jan a Pavel. Ve věži je ještě malý zvon o průměru 0,56 m.